# Szürkebegyű homokjáró
A szürkebegyű homokjáró (Thinocorus orbignyianus) a madarak osztályának lilealakúak (Charadriiformes) rendjébe, ezen belül a homokjárófélék (Thinocoridae) családjába tartozó faj.

## Előfordulása
Dél-Amerikában az Andok déli részén, Argentína, Bolívia, Chile és Peru területén honos. A magas fennsíkok állandó lakója, tartósan rossz idő esetén alacsonyabb helyre húzódik.

## Alfajai
- Thinocorus orbignyianus ingae
- Thinocorus orbignyianus orbignyiana

## Megjelenése
Átlagos testhossza 22 centiméter. Testéhez képest kicsi feje és rövid vaskos csőre van. Hasi része szürke, háta barna, világosabb mintázattal, a növények közt kiváló rejtő szín.

## Életmódja
Magvakkal, bogyókkal és más növényi részekkel táplálkozik. Ritkán repül, inkább fut, vagy veszély esetén meglapul.

## Szaporodása
Nászi idején alacsony repüléssel és turbékolással udvarol. A földre, az aljnövényzet közé rejti fészkét.